# Mes Buachalla
Mes Buachalla, auch Mess Búachalla („Findelkind des Kuhhirten“) ist der Name einer Sagenfigur aus dem Ulster-Zyklus der keltischen Mythologie Irlands.
In der Erzählung Togail Bruidne Da Derga („Die Zerstörung der Halle Da Dergas“) wird Mes Buachalla als Mutter des Königs Conaire Mór und Gattin von Etarscél genannt. Hier ist sie die Tochter von Hochkönig Eochaid Fedlech und Étain.
Nach der Sage Tochmarc Étaíne („Das Werben um Étaín“) soll sie die Tochter von Hochkönig Eochaid Airem, Eochaid Fedlechs Bruder, mit der eigenen Tochter Ésa sein, die dieser für seine Gattin Étain hält. Wegen dieses versehentlichen Inzests will er Mutter und Kind töten lassen, sie finden aber Zuflucht bei einem Hirten und seiner Frau. Da Mes Buachalla zu einer Schönheit heranwächst, nimmt sie der Hochkönig Etarscél zur Gemahlin. Ihren Sohn Conaire Mór soll sie durch eine Liebesnacht mit einem Unbekannten empfangen haben, der in der Nacht in Vogelgestalt in ihr Schlafgemach hereinflog; Etarscél hält ihn unwissend für seinen eigenen Sohn.